# 坂田道孝
坂田 道孝（さかた みちたか、1945年10月2日 - 2000年1月7日）は日本のスポーツ科学者。元佐賀大学教育学部教授。鳥栖フューチャーズの誘致とサガン鳥栖の設立に奔走したことで知られる。佐賀県佐賀市出身。

## 略歴
- 佐賀高等学校時代にサッカーと出会う。進学した佐賀大学ではFWとして活躍した。その後佐賀西高等学校、白石高等学校での教職を経て、1972年から母校佐賀大学の教壇に立つ。専門は運動方法学、スポーツ経営学。
- 1985年から佐賀県サッカー協会理事長に就任。国内初のプロリーグ創設の動きに対し、佐賀への誘致可能性を探っていたところ、91年8月、静岡県浜松市のPJMフューチャーズ(1987年創部）からホームタウン移転の打診を受ける。翌92年に設立したプロサッカーホームタウン誘致委員会では総務委員長に就任し窓口交渉を担当。93年8月、鳥栖市のホームタウン受け入れ正式表明にこぎ着けた。
- しかし1997年1月31日、鳥栖フューチャーズは経営難から解散。ひそかに新チームとしての再出発を図っていた坂田は再生案を作成。1997年2月2日、当時の県サッカー協会会長であった中村安昭（後のサガン鳥栖初代社長）と共にJリーグの川淵三郎チェアマンらJリーグ臨時実行委員会に提出し、「超法規的措置」として新チームの発足とヤマザキナビスコカップへの参加を認められた。
- サガン鳥栖では運営委員も務めたが、1年目のシーズンが終了した1997年11月、腎臓癌で入院。2000年1月7日死去。54歳。墓所は佐賀市川副町の善興寺。

## 人物
- 理想のチームはドイツのTSV1860ミュンヘン[2]。下部リーグが長くても無理な強化、運営はしないことを理想としていた。そのため、鳥栖フューチャーズの強化のあり様には否定的であった。
- サガン鳥栖の設立会見に初代社長となった中村安昭と共に出席した。このとき新チーム名がホワイトボードに手書きで発表されたのは有名。
- 2005年1月30日、命日である1月7日に因み、背番号17番がサガン鳥栖の永久欠番となった。Jリーグチームでは初の永久欠番である。これは、当時のJリーグのスタメンの11人と控え選手5人(現在は7人)に次ぐ「17人目の選手」という意味合いも込められている[3]。
- 1985年から1999年まで佐賀県サッカー協会理事長。このほか、九州サッカー協会理事、佐賀県体育協会理事、JFL実行委員等を務めた。
- 女子サッカーにもかかわっており、1987年に佐賀大学の学生を中心にチームを結成。チーム名は坂田の名前から「ミッチーズ」と命名された（その後FC ALEGRE CAMINHOに改名）。ミッチーズは大学生だけでなく幅広い年齢層の選手を受け入れており、日本代表の有吉佐織や佐賀県初のなでしこリーガー中原沙央里が中学生時代に所属していた。

## 参考資料
- サガンティーノ出版部『夢がある フューチャーズからサガン鳥栖』（佐賀新聞社、2000年）
- 佐賀新聞『県サッカー協会元理事長坂田道孝氏が死去』 - 2000年1月8日
- 佐賀新聞『さが100年の物語20世紀の群像(97) 坂田道孝』 - 2000年11月20日
- Exciteニュース『やべっちFC人気企画第4弾は鳥栖…クラブ消滅の危機からの復活に迫る』 - 2015年9月27日